# NGC 736
NGC 736 (други обозначения – UGC 1414, MCG 5-5-28, ZWG 503.55, 6ZW 111, PGC 7289) е елиптична галактика (E) в съзвездието Триъгълник.
Обектът присъства в оригиналната редакция на „Нов общ каталог“.